# Мачете
Маче́те (исп. machete) — длинный (часто более 50 см), обычно тонкий (до 3 мм) и широкий нож. Клинок с односторонней заточкой, выпуклым лезвием, иногда с загнутым к лезвию остриём. 
В испанском языке это слово является уменьшительной формой слова мачо, которое использовалось для обозначения кувалд.

## Использование
В Латинской Америке и других тропических странах используется как сельскохозяйственное орудие для уборки сахарного тростника, бананов и др., а также как универсальный инструмент в джунглях, в частности для прорубания троп в густых зарослях. В этом регионе рубщиков сахарного тростника называют мачете́ро (исп. machetero). В различных странах есть свои чаще используемые формы и разновидности мачете.
Кроме того, в Латинской Америке широко используются в таких бытовых задачах, как нарезка на куски крупных продуктов питания или для выполнения грубых задач резки, таких как изготовление простых деревянных ручек и других инструментов. Часто можно увидеть людей, использующих мачете для других работ, таких как расщепление кокосовых орехов, работа во дворе, удаление небольших веток и растений, измельчение корма для животных и уборка кустов. Мачете часто считают инструментами и используются взрослыми. Однако многие общества и культуры охотников-собирателей, выживающие благодаря натуральному сельскому хозяйству, с детства начинают учить детей пользоваться острыми инструментами, в том числе мачете.
Мачете может использоваться и в качестве оружия, нередко применялось в гражданских войнах и массовых беспорядках разных стран (и в некоторых странах запрещено).
Некоторые разновидности мачете приняты на вооружение в армиях.
Пики интереса к армейскому использованию мачете приходятся на Вторую мировую войну и войну во Вьетнаме.
Существуют варианты исполнения ножа с расширенной функциональностью, так в некоторых моделях добавлена способность пилить (размещена пила на обухе) или копать, может оснащаться дополнительными инструментами и приспособлениями, а в рукояти может размещаться носимый аварийный запас.
В Великобритании импорт и продажу мачете гражданским лицам запретили в 2023 году из-за роста насилия в стране, а после внесения изменений в законодательстве в августе 2024 года было запрещено владение мачете (в период с 18 августа до 23 сентября 2024 года владельцы должны добровольно сдать их в полицию, с 24 сентября 2024 года владение ими законодательно запрещено).

## Геральдика
Мачете изображен на гербе и флаге Анголы 1975 года и гербе Венесуэлы 2006 года.
- Герб Анголы.
- Флаг Анголы.
- Герб Венесуэлы.

На гербе Анголы, утверждённом 11 ноября 1975 года, располагающиеся в центре перекрещенные мотыга и мачете символизируют мирный труд и борьбу за свободу, в свою очередь на утверждённом в то же время флаге половина зубчатого колеса и мачете, также находящиеся в центре, символизируют союз рабочих и крестьян Анголы.
На гербе Венесуэлы, утверждённом 7 марта 2006 года, мачете символизирует участие крестьян в борьбе за независимость.

## Мачете в культуре и искусстве
Мачете широко представлено в кинематографе. Зачастую фигурирует в качестве оружия в фильмах ужасов поджанра «слешер», таких как «Пятница, 13-е» и «Джейсон X», а также в боевиках и приключенческих фильмах, так к примеру в фильме «Коммандо» герой Арнольда Шварценеггера отрубает им руку одному из противников. Существует персонаж, созданный Робертом Родригесом специально под актёра Дэнни Трэхо и получивший имя в честь этого оружия, который появляется в ряде фильмов, в том числе в качестве главного действующего лица в одноименной ленте и её сиквеле «Мачете убивает».
В 2024 году в российском издательстве «Скифия» в серии, посвященной афрокубинским культам, вышел роман «Миру нужны мачете»[значимость факта?].